# アバンギャルディ
アバンギャルディ (avantgardey) は、振付師のakaneがプロデュースするダンスグループ。2022年に結成。

## 経歴
2022年5月に開催されたダンスNo.1決定戦『THE DANCE DAY』（日本テレビ系）に出場するため、akane主宰のダンスチーム「アカネキカク」のメンバーから、ダンスの技術に加え表情が豊かで「面白い」と思える感覚の似た20名を集め発足。『THE DANCE DAY』には使用楽曲が邦楽のみという規定があるため、akaneが愛好する昭和の歌謡曲が選ばれ、それに合わせてメンバーの出で立ちもジャンパースカートの制服におかっぱの髪型となった。
『THE DANCE DAY』では、どこかコミカルながらもオンリーワンの世界観を表現し、審査員のYOSHIKIを始め、KENZO (DA PUMP)、SKY-HI、倖田來未、EXILE TAKAHIRO、仲宗根梨乃、kazuki (s**t kingz) から評価されて決勝大会に進出した。2023年の第2回大会にも出場し、決勝大会に進出した。
2023年6月、アメリカNBCのオーディション番組『アメリカズ・ゴット・タレント』のシーズン18に出場。使用した岩崎宏美の楽曲「シンデレラ・ハネムーン」は話題となり、1.14倍のスピードアップバージョンがビクターエンタテインメントから配信リリースされた。9月28日の準決勝では、YOASOBIの楽曲「アイドル」に合わせてパフォーマンスした。結果はセミファイナル敗退となったが、審査員と視聴者がワイルド・カードに選出し、日本人としては10年ぶりの決勝進出を果たす。決勝ではABBAの「マネー、マネー、マネー」のパフォーマンスを披露。フィナーレのトップ5入りは逃したものの、SNS上で話題を呼んだ。
2023年11月21日、『VOGUE JAPAN』が選ぶ「THE ONES TO WATCH 2023」（2023年のファッションシーンでも強い存在感を示し、国内外で世代を超えた人々をエンパワメントする8組33名）に選出され、同誌2024年1月号に登場した。
2024年2月、イタリア・ミラノで行われたオニツカタイガーのAW24ショーのオープニングにてサプライズ出演。映画『キル・ビル』の黄色いジャージとフレアスカートを身にまといダンスパフォーマンスを披露した。
2025年4月12日、大阪・関西万博開会式にてパフォーマンスした。同年7月にはマレーシアのダンスグループ3P(threeproduction)とコラボした楽曲『欢乐世界』のPVが公開された。

## メンバー
メンバーにはakaneが指導していた登美丘高校ダンス部出身者も多い。
- nona
- pani
- moca
- fuka
- seira
- nagano
- ayane
- oya
- sono
- harune
- miyuu
- macchan
- aimu
- kotone
- kohana
- chacha
- ui

元メンバー
- kanami - 2023年8月1日まで
- aoi - 2024年4月6日まで
- rico - 2024年4月6日まで

## メディア出演

### テレビ番組
- THE DANCE DAY（2022年5月6日、2023年5月18日、日本テレビ系列）
- 全力アピール 〜アダムシアター〜（2022年7月25日、TBS）[14][15]
- ラヴィット!（2023年3月13日、TBS）
- Japan's Got Talent（2023年2月11日 - 25日、ABEMA）
- 2023 FNS歌謡祭 夏（2023年7月12日、フジテレビ系列）[16]
- アメリカズ・ゴット・タレント season18 (America's Got Talent season 18) （2023年6月 - 9月、アメリカ NBCネットワーク）[17]
- テレビドラマ『恋愛のすゝめ』（2023年11月22日 - 2024年1月17日、TBS） ※OPダンス[18]
- ぐるぐるナインティナイン|「ぐるナイ ゴチ最終戦クビ最大3人!?生放送発表!涙の卒業式&コスプレ紅白開幕」（2023年12月28日、日本テレビ）[19]
- 第74回NHK紅白歌合戦（2023年12月31日、NHK総合・ラジオ第1） - YOASOBI「アイドル」スペシャルダンサー[20]
- DayDay.（2024年1月4日、日本テレビ） - 「boom boom!」コーナー出演[21]
- WE ARE 我們的除夕夜（2024年2月9日、GACCTW〈中華文化総会（GACC）〉） - 台湾（中華民国）の特別番組[22][23]
- めざまし8（2024年5月30日・7月30日、フジテレビ）
- グッド!モーニング（2024年5月31日、テレビ朝日系列）
- シューイチ（2024年6月30日、日本テレビ）
- 相葉◎×部（2024年7月6日・20日・27日・8月3日、フジテレビ）
- ニンゲン観察バラエティ モニタリング（2025年1月3日・4月10日・6月5日、TBS）[24][25]
- 芸能人•金メダリストの特殊能力解明SP驚異の記憶力の謎(2025年2月3日、TBS)

### ラジオ
- 伊集院光のタネ 第211回・第212回（2024年10月8日・9日、ニッポン放送） - ゲスト出演（sono、kohana）

### CM・広告
- ベネッセコーポレーション「進研ゼミ」高校講座「自分らしくいこう！」シリーズ（2023年2月 - ） - Webショートムービー
- ネイティブキャンプ『オンライン英会話No.1〜アバンギャルディ〜』篇（2023年8月 - ）[26]
- JRA中京競馬場 第24回チャンピオンズカップ（GI）PRダンスムービー「ドラマチック・チャンピオンズ」（2023年11月18日 - 12月17日）[27]
- JSBC スノータウン 23'-24'（2023年11月20日 - ）[28]
- Google「Pixel 8」『アバンギャルディの赤ちゃんをあやす顔！』（2023年11月22日 - ） - Web
- JRAシステムサービスJRA-VAN『ウマウマダンス』（2024年1月5日 - ） - なかやまきんに君と共演[29][30]
- カネボウ化粧品「ALLIE」『ALLIE AI Beauty UV“アリィー アバンギャルディが挑む！日やけ止め選びの新事実”』（2024年2月6日 - ） - WEB[31][32]
- はるやま商事『はるやまフレッシャーズCM2024 アバンギャルディ編』（2024年2月8日 - ）[33][34]
- 豊田通商システムズ「TTS顔認証システムズ」『TTS ピッとFace+』（2024年2月 - ）[35] - Web-CM
- ソフトバンク
  - 『デビュー割』（2023年2月 - ）
  - 『ペイトク スクラッチする』篇（2024年2月16日 - ）[36]
  - 『アバンギャルディ→SoftBank』篇 - Web
  - 『アバンギャルディの選択/ペイトクvsペイソン』篇 ※Web[37]
- クロックス・ジャパン「Classic Clog」アバンギャルディ×クロックス（2024年4月 - ）[38] - Webキャンペーン
- 日清食品「台湾メシ」「アバンギャルディ 篇」（2024年4月 - ）
- 昭和産業「魔法シリーズ」※イメージキャラクター（2024年3月 - ）[39]
  - アバンギャルディ×魔法シリーズ「魔法をかけよう！Dance Show Time」
- パルコ「PARCO GRAND BAZAR」（2024年7月）[40]
- メタバースプラットフォーム「MetaSpaceX」（2024年7月 - ） - イメージキャラクター
- 香港海洋公園 WebイメージCM（2024年8月 - ） - リール動画
- レベルファイブゲーム「ホーリーホラーマンション」PV（2024年9月 - ）[41]
- ヘイリオン カルシウムサプリメント錠劑「Caltrate」（2024年9月 - ） - 香港CM
- Avantgardey×GU（2024年9月26日） - 台灣CM
- 新光三越百貨店周年広告（2024年10月15日） - 台灣

### プロモーション出演
- パリ・サンジェルマンFC PSG Japan Tour 2023 ダンスムービー（2023年7月 - ）[42][43]
- マンチェスター・シティFC 日本ツアーコラボ動画（2023年9月8日 - ）[44]
- 映画『ミンナのウタ』ダンスパフォーマンス（2023年7月24日）[45][46]
- ウォルト・ディズニー・ピクチャーズ 映画『ホーンテッド・マンション』PRダンスムービー（2023年9月 - ）[47][48]
- オニツカタイガーミラノ・コレクション「Onitsuka Tiger2024秋冬イエローコレクション」オープニングパフォーマンス（2024年2月21日、4月5日「Special Dance Movie」公開）[49][50]
- 大阪府「大阪デスティネーションキャンペーンプレキャンペーン」オープニングイベント（2024年3月24日、JR西日本大阪駅）[51]
- スズキ株式会社「ALL NEW SWIFT」発表会（台北）[52]
- 映画「あのコはだぁれ?」舞台挨拶パフォーマンス（2024年7月29日）[53]
- シュウ ウエムラ『シュウ ウエムラ×アバンギャルディ』スペシャルパフォーマンス（2024年9月24日、香港・尖沙咀ハーバーシティ）

### MV出演
- スティーヴ・アオキ「HiroQuest Anthem」[54]

### 映画
- パリピ孔明 THE MOVIE（2025年4月25日） - アバンギャルディ（本人） 役[55]

## 公演

### アバンギャルディFCイベント
- 2024年12月14日〈予定〉 - 大阪公演
- 2024年12月25日〈予定〉 - 東京公演

### アバンギャルディ海外ワンマンライブ
- 2024年6月28日 - 30日 - 「アジアツアー - 台湾ステーション」 国立台湾大学総合体育館1階にて4公演
- 2024年7月21日 - NEON LIT & CLOCKENFLAP PRESENT「Avantgardey Shall We Dance Live in HONG KONG」アジアワールド・エキスポ、香港
- 2024年12月22日〈予定〉 - 《Avantgardey Asia Tour Malaysia》Zepp Kuala Lumpur、クアラルンプール、マレーシア

### アバンギャルディ2ndワンマンライブ全国ツアー
- 2024年5月15日 - 名古屋市芸術創造センター
- 2024年5月18日 - 福岡市民会館
- 2024年5月19日 - 広島国際会議場フェニックスホール
- 2024年5月24日 - 東京・渋谷 LINE CUBE SHIBUYA
- 2024年6月20日 - 東京・中野ZERO大ホール（追加公演）
- 2024年7月6日 - SKYシアターMBS

### アバンギャルディ1stワンマンライブ
- 2024年1月20日 - COOL JAPAN PARK OSAKA TTホール
- 2024年2月1日 - 渋谷区文化総合センター大和田 さくらホール
- 2024年2月7日 - なかのZERO 大ホール

### ライブ・イベント参加
- YouTube Fanfest YTFF10 in Singapore（2022年11月11日、マリーナ・ベイ・サンズ）
- GMO SONIC 2023（2023年1月28日、さいたまスーパーアリーナ） - Steve Aokiのステージダンサーとして
- SUPERSONIC OSAKA 2023（2023年1⽉31日、京セラドーム大阪） - Steve Aokiのステージダンサーとして
- 長岡米百俵フェス 〜花火と食と音楽と〜 2023（2023年10月7日、東山ファミリーランド）
- SAPPRO COLLECTION 2023 A/W（2023年11月4日、北海きたえーる）
- 「VOGUE ALIVE 2023」（2023年11月25日、渋谷パルコ）[56]
- 万博開催500日前イベント 大阪来てな！（2023年11月30日、NHK大阪ホール）[57]
- キャセイパシフィック旧正月インターナショナル・ナイトパレード2024（2024年2月10日、香港 尖沙咀） [58][59][60]
- 「東港城 群英齊舞賀龍年」イベントステージ（2024年2月11日、香港 将軍澳東港城〈イースト・ポイント・シティ〉）[61][62]
- メガポート ミュージック フェスティバル〈大港開唱〉2024（2024年3月31日、台湾 高雄）[63]
- 相葉◎×部presents　覆面振付バトル部FES（2024年6月19日、豊洲PIT）[64]
- SORAON 2024（2024年6月22日、北海道新十津川町 ふるさと公園）
- お台場冒険王スペシャルイベント「AVANTGARDEY SUMMER DANCE PARTY」（2024年7月30日、会場内「冒険ランド」エリア）
- SUMMER SONIC 2024（2024年8月17日、幕張メッセ） - オープニングアクト
- 関西空港南海『ラピート』とJR西日本『はるか』特急運行30周年記念イベント（2024年9月7日、関西空港駅）
- 常州 FULL MOON festival（2024年9月14日、中国江蘇省常州市新龍林「常州新龙生态林」） ※Miyuuは学業上の理由により不参加
- 43 & WEATEC MEDIA PRESENTS「アバンギャルディ アジア ツアー マレーシア」（2024年9月15日、マレーシア クアラルンプール「パビリオン・クアラルンプール（英語版）」） ※Miyuuは学業上の理由により不参加
  - 43 & WEATEC MEDIA PRESENTS 「アバンギャルディ アジア ツアー マレーシア - COS-MIC 特別出演」（2024年9月16日、サンウェイ・ピラミッド・コンベンション センター） ※メンバーのMiyuuは学業上の理由により不参加
- 日韓交流おまつり2024 in Seoul（2024年9月20日、韓国ソウル）
- VOGUE CHINA FORCES OF FASHION 2024（2024年10月17日、中国深圳市）
- 59TH 金鐘奨（2024年10月22日、台灣台北市）
- 「10億フォロワーフォーラム」（2025年1月13日、アラブ首長国連邦ドバイ）

## その他
2024年6月5日から23日まで、世界初のアバンギャルディポップアップストアが香港・九龍塘駅に直結している大型商業施設「Festival Walk（又一城）」にオープン。
2025年7月26日から9月30日まで、富士急ハイランドにてコラボイベント「富士急ハイランド×アバンギャルディ 富士急おかっぱ計画」を実施。イベント用に書き下ろしたオリジナル楽曲が園内に流れる他、8月12日にはトークショーや盆踊りなどが実施される予定。